# Jorge Lino Romero
Jorge Lino Romero (23 de setembre de 1937) és un exfutbolista paraguaià.

## Selecció del Paraguai
Va formar part de l'equip paraguaià a la Copa del Món de 1958. Va jugar al Real Oviedo.